# 忒修斯之船 (漫畫)
《忒修斯之船》是一部由漫畫家東元俊哉創作的漫畫，由講談社發行的漫畫《Morning》於2017年30號至2019年30號連載。

## 故事簡介
1989年（平成元年）6月24日，北海道音臼村音臼小學出現了無差別毒殺事件，受害者總共21人，包括16名兒童及5名職員。疑犯為駐在所警察佐野文吾，在家中搜出懷疑是凶器的氰化鉀。雖然佐野文吾否認，但最高法院已經判決死刑，並將其收監。
由於是殺人犯的家屬，他們一家一直受到世人的指責，而1989年7月10日出生的田村心亦使用了母親的舊姓，並對父親一無所知。心的妻子由紀一直覺得事件不自然，並有機會是冤案。但心卻表示他只想守護其妻子及即將出生的孩子。
但不幸的是，當由紀誕下女兒未來後不久就死亡，其女兒被岳父接管。心回想起由紀的說話，決定追查真相，帶著由紀所製作的筆記到達了音臼村。突然一股濃霧出現，將他帶回1989年1月7日。

## 出版書籍
- 東元俊哉《忒修斯之船》講談社<Morning KC>，共10卷

| 冊數 | 講談社         | 講談社                 |
| 冊數 | 發售日期       | ISBN                   |
| ---- | -------------- | ---------------------- |
| 1    | 2017年11月25日 | ISBN 978-4-06-510310-4 |
| 2    | 2017年12月20日 | ISBN 978-4-06-510677-8 |
| 3    | 2018年3月23日  | ISBN 978-4-06-511105-5 |
| 4    | 2018年6月22日  | ISBN 978-4-06-511691-3 |
| 5    | 2018年9月21日  | ISBN 978-4-06-512881-7 |
| 6    | 2018年12月21日 | ISBN 978-4-06-513974-5 |
| 7    | 2019年3月22日  | ISBN 978-4-06-514962-1 |
| 8    | 2019年6月21日  | ISBN 978-4-06-516292-7 |
| 9    | 2019年11月22日 | ISBN 978-4-06-517756-3 |
| 10   | 2019年12月23日 | ISBN 978-4-06-517758-7 |

## 電視連續劇
2020年1月19日至3月22日於TBS電視台周日劇場播出。由竹內涼真主演，亦是他首次於周日劇場中主演。

### 登場人物

#### 主要人物
| 角色 （劇中年齡）    | 演員                        | 介紹 | 香港配音                |
| 田村心／佐野心（30） | 竹內涼真 （童年：高木波瑠） | 佐野文吾的兒子，出生於1989年4月26日，居住在東京都武藏野市中町5-5-6-306。雖然有教師資格，但礙於自己是殺人犯的兒子而放棄了當教師。 妻子由紀死後，到透了音臼小學的遺址，突然被濃霧包圍而時空穿越回到1989年1月7日。 當他知道自己身處1989年後，他使用由紀製作的筆記，希望了解並阻止音臼小學無差別殺人事件。 當他看到文吾冒着生命危險拭救三島明音時，他確信文吾並非殺人犯。 1989年的文吾及和子稱呼心為「心さん」，並以身份保證令他可以成為音臼小學的臨時教師。 雖然獲得文吾一家的信任，但被文吾上司，刑事金丸茂雄一直懷疑其身份。在被追捕的過程，他被迫於懸崖上把筆記丟掉，最後筆記被犯人拾取。 因此他決定向文吾說出所有事情，被告訴文吾自己是他的兒子。文吾不相信並將他拘逐出駐在所。及後於音臼神社與文吾和解，但濃霧再次出現令心回到現代（2020年）。 回到現代後，心發現由於自己穿越改變了歷史，現實發生了翻天覆地的變化：音臼小學無差別殺人事件的日期和案發經過改變了、母親和子與哥哥慎吾於父親被捕後自殺身亡、妻子由紀沒有死去，但沒有與自己結婚並不認識自己、女兒也不存在、姐姐鈴改名換姓嫁為人婦、金丸刑事被殺等等。唯父親被當作兇手判刑卻沒有改變。心悔恨不已，認為自己不但沒有救回父親，還害死了母親和哥哥。萬念俱灰之際，重遇未相識的由紀，得其鼓勵和協助再次追查案件真相。在探訪父親、姐姐並多番追訪當年涉案人仕後，真兇漸現端倪。心為此再到音臼村，在與疑似真兇對峙並被對方刺傷後，突然濃霧又起，心再次穿越到1989年案發之前。這一次，心決意不惜一切，甚至付上生命，也要守護好家人，與真兇抗爭到底。於最終回為阻止田中的陰謀而在1989年自殺，其後和子誕下的兒子同樣取名為心，長大後的佐野心亦再次與由紀一起。 | 李安邦                  |
| 田村和子             | 榮倉奈奈                    | 心的母親，自從丈夫佐野文吾被捕後就就再沒有笑過，並同時告訴孩子不要在別人面前大笑和哭泣。 在1989年殺人案案發前後懷有心在腹中。在心第一次穿越回來後，因過去改變而在心出生後死亡，官方結案定為自殺。心在第二次穿越於1989年自殺後，和子誕下了新的佐野心，並與佐野文吾一家將心撫養成人。 | 何璐怡                  |
| 佐野文吾             | 鈴木亮平                    | 宫城拘留所的死刑囚犯。因1989年3月12日音臼小學無差別殺人事件而被捕，即使已經判處了死刑，但仍然繼續上訴。在心第一次穿越回來後，首次前往探訪時，對心表示自己記得穿越時發生的一切，並且一直在等心來找他。在心自殺後，仍保存記憶，和和子誕下兒子佐野心。 | 關令翹                  |
| 木村幹雄             | 安藤政信 （童年：柴崎楓雅） | 本劇終極大反派 鈴的丈夫。舊姓：「加藤」。音臼小學無差別殺人事件受害者，由於下半身後遺症，導致他需於輪椅上生活。 事件發生後，他被木村五月收養成為養子。心回到2020年後最終發現他是連環殺人事件，以及謀殺長谷川翼、金丸茂雄、木村五月(2020)及田中正志(2020)的真兇，用錄音機記下他的犯罪證據，但同時再次穿越到1989年。錄音機落入了1989年的幹雄手上，因而使他改變了殺人計劃。 後來為了佐野鈴而收手，不欲再殺人嫁禍佐野文吾。心再次用錄音機記下他承認犯案的對話，最終使父親佐野洗脫嫌疑；幹雄嘗試飲山埃自殺而未遂；在劇終的2020年仍然健在，同樣被木村五月收養成為養子。 | 黃啟昌 （童年：魏惠娥） |
| 村田藍／田村鈴       | 貫地谷栞 （高中：御守花凜） | 心的姐姐。在小學五年級時，在音臼神社樓梯上摔下来，長時間埋在雪地內而導致雙頰有凍傷的痕跡。 在心第一次穿越回來後，因為過去改變而令痕跡消失，目前已經整容和用上村田藍的假名。 丈夫為加藤幹雄（現稱木村幹雄），是音臼小學的同級生，以為丈夫及其母親不知道自己就是佐野鈴。後來被木村五月揭發，抓痛腳及被逼協殺佐佐木紀子滅口。 | 劉惠雲                  |
| 田村由紀             | 上野樹里 （特別出演)        | 心的妻子，舊姓：「岸田」。知道心過去的一切，並不理會父母反對而與他結婚，最喜歡奶茶。 為心製作筆記，希望心多了解音臼小學無差別殺人事件。 在醫院誕下女兒並為她取名為「未來」，但女兒出生後便死於妊娠中毒。 在心第一次穿越回來後，因為過去改變，由紀並沒有成為心的妻子，姓氏仍然是岸田。 女兒「未來」也不存在，而且也不認識心。現在的她是週刊實像的記者，正追查音臼小學無差別殺人事件。後心向她坦白一切，並傷心及感動和他道別。 | 張頌欣                  |
| 金丸茂男             | 中山裕介                    | 宮城縣警仙南警署強行犯搜查系警部補(刑事)，佐野文吾的上司。 | 李錦綸                  |
| 木村五月             | 麻生祐未                    | 音臼小學前教師，性格善良，但實際腹黑，為了目的可以不擇手段。 居住在中野區新藥町3-2-9-203。音臼小學無差別殺人事件後，收養了加藤幹雄，並向佐野文吾反目。幹雄結識田村藍後，揭發她為文吾女兒佐野鈴，並抓她痛腳，逼她一起謀殺滅口佐佐木紀子。過程中受傷送院，後被毒殺身亡。 | 沈小蘭                  |

#### 2020年（現代）

##### 主要人物的家人
| 角色 （劇中年齡） | 演員                      | 介紹                                                          | 香港配音 |
| 田村慎吾          | 澤部佑 （初中：田澤泰粋） | 心的哥哥。在心第一次穿越回來後，因過去改變而與和子一起死亡 。 | 陳卓智   |
| 岸田聰            | 津村和幸（第1話）         | 由紀的父親。指責由紀的死是因為心與其結婚。                    | 招世亮   |

##### 音臼村前居民
| 角色 （劇中年齡） | 演員                  | 介紹 | 香港配音 |
| 松尾紀子          | 芦名星                | 木村電鍍工場前兼職員工，舊姓：「佐佐木」。在長谷川翼死亡後與另一個男人結婚並有一名女兒，丈夫去世後，獨自住在八王子。 聲稱自己為音臼小學無差別殺人事件的目擊証人，但因其女兒反對而拒絕作供。 此後，她向文吾作出道歉因其無法作證，並願意說出她所知的一切，因不想在餘生中感到後悔。 正當他準備說出真相前，她在鈴面前倒下，最後被木村五月毒死。 | 詹健兒   |
| 田中正志（59）    | せいや （霜降り明星） | 田中義男的兒子，目前獨自居住在千葉的公寓內。 | 劉奕希   |
| 神崎              | 野村昇史（第6話）     | 在心問道有沒有人知道「戴着眼鏡的小胖子」時，回應心是「田中的兒子」的前居民。 | 林國雄   |
| 森君江            | ただのあっ子（第6話） | 仙南警察局已故刑事森清彦的妻子。 | 袁淑珍   |
| 内海拓郎          | 春延朋也（第6話）     | | 招世亮   |

##### 其他（現代）
| 角色 （劇中年齡） | 演員                     | 介紹                                                             | 香港配音 |
| 鍋島              | 松澤一之（第4話・第5話） | 週刊實像主編，不滿由紀追查30年前的事件，並被由紀討厭。           | 張炳強   |
| 藤原              | 三上市朗（第6話）        | 千葉縣警川手警察署的刑警。認為心是殺害田中正志的疑犯而將其拘留。 | 招世亮   |

#### 1989年（過去）

##### 佐野家
| 角色 （劇中年齡） | 演員     | 介紹 | 香港配音 |
| 佐野鈴            | 白鳥玉季 | 心之姐姐。音臼小學五年級生，開朗，堅強和率直，喜歡螃蟹。 1989年1月7日由音臼神社的樓梯上摔下，被埋在雪中，令臉頰上有霜痕。 由於心時空穿越的關係令她能盡早被帶到三島醫院，經醫生治療後臉頰並沒有留下霜痕。 | 劉惠雲   |
| 佐野慎吾          | 番家天嵩 | 心的哥哥。雖然有弱小一面，但亦有天真和善良的性格。 | 陳琴雲   |

##### 音臼小學無差別殺人事件的死亡者
| 角色 （劇中年齡） | 演員         | 介紹 | 香港配音 |
| 小向香奈          | 未來         | 音臼小學教師。                                                                                          | 黃昕瑜   |
| 大貫公平          | 佐藤タダヤス | 音臼小學教師。本來於1989年3月12日音臼小學無差別殺人事件中死亡，但後來因心的時空穿越改變過去而沒有死亡。 | 鄧志堅   |
| 野村悠            | 笹木祐良     | 音臼小學五年級生。                                                                                      | 曾秀清   |
| 冴島真理          | 小林有希     | 音臼小學五年級生。                                                                                      |          |
| 佐田悦子          | 小熊萌凛     | 音臼小學五年級生。                                                                                      | 葉曉欣   |
| 兒玉直弘          | 岡田龍樹     | 音臼小學五年級生。                                                                                      |          |
| 西脇勤            | 山田紋士     | 音臼小學五年級生。                                                                                      |          |
| 佐藤陽            | 小島怜珠     | 音臼小學五年級生。                                                                                      | 陸惠玲   |
| 工藤小百合        | 小林紗希     | 音臼小學五年級生。                                                                                      |          |

##### 神秘死亡的居民
| 角色 （劇中年齡） | 演員     | 介紹                                             | 香港配音 |
| 佐佐木紀子        | 芦名星   | 木村電渡工場兼職員工。未婚夫翼經常對她使用暴力。 | 詹健兒   |
| 長谷川翼          | 龍星涼   | 送報員，喜歡攝影，受孩子歡迎。                   | 李凱傑   |
| 三島千夏          | 湯本柚子 | 保和聰子的二女，明音的妹妹。                     | 陳皓宜   |
| 木村敏行          | 不破萬作 | 木村渡工場工場長，五月的父親。                   | 陳永信   |
| 田中義男          | 仲本工事 | 前宮城縣議會議員及詩人，眼睛不好。               | 盧國權   |

##### 其他（過去）
| 角色 （劇中年齡） | 演員                      | 介紹                                                                       | 香港配音 |
| 田中正志          | せいや （霜降り明星）     | 本劇幕後大反派 義男的兒子，休假時會來仙台照顧生病的父親。                  | 劉奕希   |
| 德本卓也          | 今野浩喜                  | 農民。10年前音臼村祭事件失去了母親。                                       | 李致林   |
| 森清彦            | 加治將樹                  | 宮城縣警仙南警署強行犯搜查係刑事，於2020年去世，並一直獨自調查音臼村事件。 | 陳卓智   |
| 井澤健次          | 六平直政                  | 井澤商店店主。                                                             | 招世亮   |
| 三島保            | 黑岩司                    | 三島醫院院長，明音和千夏的父親。                                           | 蕭徽勇   |
| 三島明音          | あんな                    | 音臼小學五年級生，保和聰子的長女，千夏的姊姊。                             | 成瑤孆   |
| 石坂秀夫          | 笹野高史                  | 音臼小學校長。                                                             | 黃子敬   |
| 加藤幹雄          | 柴崎楓雅                  | 音臼小學五年級生，沒有親人的少年。                                         | 魏惠娥   |
| 三島聰子          | 佐藤寬子（第2話）         | 明音和千夏的母親。                                                         | 謝潔貞   |
| 加納              | 東龍之介（第2話）         | 由文吾安排替田中義男進行檢查的醫生。                                       | 張方正   |
| 馬淵              | 小籔千豐（第9話・最終話） | 宮城縣警監察官。                                                           | 翟耀輝   |

### 幕後人員
- 原作：東元俊哉《忒修斯之船》（講談社Comic Plus／Morning刊）
- 劇本：高橋麻紀
- 音樂：菅野祐悟
- 主題曲：Uru「あなたがいることで」(Sony Music Associated Records）[23]
- CM旁白：平野孝宏[24]
- 製作人：渡邊良介[25] ，八木亞未
- 導演：石井康晴，松本彩，山室大輔
- 製作：大映電視台，TBS電視台

### 播放日程
| 章                                                      | 集數   | 播出日期 | 標題                                                                           | 導演     | 收視率 | 備註       |
| ------------------------------------------------------- | ------ | -------- | ------------------------------------------------------------------------------ | -------- | ------ | ---------- |
| 第一章                                                  | 第1話  | 1月19日  | 平成元年に殺人犯になった父! タイムスリップした息子が真実に迫る! 父子の奇跡!    | 石井康晴 | 11.1%  | 加長25分鐘 |
| 第一章                                                  | 第2話  | 1月26日  | 真犯人、あらわる! 引き裂かれる親子の絆                                         | 石井康晴 | 11.2%  | 加長15分鐘 |
| 第一章                                                  | 第3話  | 2月2日   | 父さんは殺人犯になります… 決死の告白! 涙の別れ…                                | 松木彩   | 11.0%  |            |
| 第二章 現代編                                           | 第4話  | 2月9日   | 変わり果てた未来… 死んだはずの妻と再会 運命の行方                              | 石井康晴 | 11.0%  |            |
| 第二章 現代編                                           | 第5話  | 2月16日  | 無罪の証言者現る! 最後の希望…まさかの裏切りに涙                                | 山室大輔 | 11.8%  |            |
| 第二章 現代編                                           | 第6話  | 2月23日  | 真犯人からの招待状 命がけの対決! 犯人はお前か…!?                               | 山室大輔 | 13.2%  |            |
| 第三章 解決編                                           | 第7話  | 3月1日   | 運命の事件当日…! 真犯人が姿を消した!? 決戦のとき                               | 松木彩   | 14.0%  |            |
| 第三章 解決編                                           | 第8話  | 3月8日   | ついに黒幕が登場!! 全て俺のせいだった!? 絶望の父子                             | 松木彩   | 15.3%  |            |
| 第三章 解決編                                           | 第9話  | 3月15日  | 黒幕の最終計画…! 父は殺人犯!? 試される家族の絆!                                | 石井康晴 | 14.9%  |            |
| 第三章 解決編                                           | 最終話 | 3月22日  | 黒幕の正体は誰だ!? 父が連続殺人犯に…!? 家族を待ち受ける未来 衝撃のラスト16分!! | 石井康晴 | 19.6%  |            |
| 平均收視率13.4%（收視率由Video Research於關東地區統計） |        |          |                                                                                |          |        |            |

## 外部連結
- 《Morning》官方網站 （页面存档备份，存于） - 講談社
- 《忒修斯之船》 （页面存档备份，存于） - TBS官方網站
  - 《忒修斯之船》的X（前Twitter）
  - 《忒修斯之船》的Instagram帳戶
  - おじいさんの古い斧的X（前Twitter）（真犯人Twitter帳戶）

| 日本 TBS電視台 日曜劇場                      | 日本 TBS電視台 日曜劇場              | 日本 TBS電視台 日曜劇場 |
| -------------------------------------------- | ------------------------------------ | ----------------------- |
|                                              | 忒修斯之船 （2020.1.19 - 2020.3.22） |                         |
| Grand Maison東京 （2019.10.20 - 2019.12.29） | 半澤直樹 （2020.7.19 - 2020.9.27）   |                         |

| 香港 無綫電視J2 星期六23:30 - 00:30 · 星期日23:15 - 00:15 · 6月12日 23:00 - 00:30 · 6月13日、7月18日 23:15 - 00:30 · 6月19日、7月3日暫停播映 | 香港 無綫電視J2 星期六23:30 - 00:30 · 星期日23:15 - 00:15 · 6月12日 23:00 - 00:30 · 6月13日、7月18日 23:15 - 00:30 · 6月19日、7月3日暫停播映 | 香港 無綫電視J2 星期六23:30 - 00:30 · 星期日23:15 - 00:15 · 6月12日 23:00 - 00:30 · 6月13日、7月18日 23:15 - 00:30 · 6月19日、7月3日暫停播映 |
| --- | --- | --- |
| | 忒修斯之船 （2021年6月12日 - 2021年7月18日）                                                                                                 | |
| 街坊LAW霸 （2021年3月13日 - 2021年6月6日）                                                                                                   | 機動搜查隊404 （2021年8月14日 - 2021年9月25日）                                                                                              | |
| 香港 無綫電視J2 Mtube星期五 23:30 - 00:30 | | |
| 因為我們依然天生一對 （2022年3月25日－2022年4月22日）                                                                                        | 忒修斯之船 （重播） （2022年4月29日－2022年7月1日）                                                                                          | 最愛 （2022年7月22日－2022年9月23日） |